# Marcel Borràs
Marcel Borràs (n. Olot, Provincia de Gerona; 27 de noviembre de 1989) es un actor español conocido por su trabajo en películas como Tres metros sobre el cielo y Tengo ganas de ti, y por interpretar a Roger en la serie de televisión Pulseras rojas.

## Trayectoria artística
En 2007 crea una compañía de teatro con el actor Nao Albet, con quien ha escrito y dirigido más de media docena de obras. En la pequeña pantalla es conocido por formar parte de los elencos de series de gran éxito primero entre el público catalán como Pulseras rojas y Citas. En ámbito nacional ha participado en series como Carlos, rey emperador de Televisión española, Sé quién eres de Telecinco, y Tiempos de guerra de Antena 3 entre otras. En mayo de 2018 se estrenó en Movistar+ la serie Matar al padre, dirigida por Mar Coll.
Su primera incursión en el cine fue en la película 53 días de invierno, de Judith Colell. En 2010 estrenó hasta 5 cintas entre las que se encuentran El diario de Carlota de José Manuel Carrasco, Cruzando el límite de Xavi Giménez, y Tres metros sobre el cielo de Fernando Gómez Molina. En 2017 protagonizó la película Incierta Gloria junto a Bruna Cusí, Oriol Pla y Núria Prims, dirigida por Agustí Villaronga y ambientada en la Guerra Civil Española.
Junto al también actor Nao Albet ha escrito y dirigido más de media docena de montajes teatrales entre los que se encuentran HAMLE.T.3 y Mammón, que estrenó su versión catalana en el Teatre Lliure de Barcelona, y que en 2018 dio el salto a la capital española con una versión en castellano protagonizada por Irene Escolar y Ricardo Gómez.
En 2016 fue galardonado junto a Nao Albet con el Premio Ojo Crítico de Teatro de RNE.

## Filmografía

### Televisión
| Año         | Serie                                 | Canal          | Personaje             | Notas                    |  |
| ----------- | ------------------------------------- | -------------- | --------------------- | ------------------------ |  |
| 2008        | Serrallonga, la llegenda del bandoler | TV3            | Vermell               | 2 episodios              |  |
| 2009        | Hospital Central                      | Telecinco      | Néstor                | 1 episodio               |  |
| 2010        | La Riera                              | TV3            | Nen                   | 1 episodio               |  |
| 2010        | La sagrada família                    | TV3            | Robert                | 1 episodio               |  |
| 2011 - 2013 | Pulseras rojas                        | TV3            | Roger                 | 14 episodios             |  |
| 2012        | Germanes                              | TV3            | Igor                  | Película para televisión |  |
| 2012        | 13 maneres de quedar-se sol           | TV3            | Martí                 | 1 episodio               |  |
| 2012        | Carta a Eva                           | La 1           | Genaro                | 2 episodios              |  |
| 2013        | Familia: Manual de supervivencia      | Telecinco      | Lolo                  | 3 episodios              |  |
| 2013        | Descalç sobre la terra vermella       | TV3            | Moura                 | 1 episodio               |  |
| 2013        | Salaó                                 | TV3            | Isaac                 | 1 episodio               |  |
| 2014        | Cuéntame un cuento: Hansel y Gretel   | Antena 3       | Hermano (Hansel)      | 1 episodio               |  |
| 2014        | 39+1                                  | TV3            | Iu                    | 1 episodio               |  |
| 2014        | Hermanos                              | Telecinco      |                       | 2 episodios              |  |
| 2016        | Cites                                 | TV3            | Marcel                | 3 episodios              |  |
| 2016        | Carlos, rey emperador                 | La 1           | Felipe II de España   | 4 episodios              |  |
| 2017        | Tiempos de guerra                     | Antena 3       | Pedro Ballester       | 9 episodios              |  |
| 2017        | Sé quién eres                         | Telecinco      | Santiago "Santi" Mur  | 14 episodios             |  |
| 2018        | Matar al padre                        | #0             | Tomás Vidal           | 4 episodios              |  |
| 2019        | Promesas de arena                     | La 1           | Jaime                 | 5 episodios              |  |
| 2020        | El Ministerio del Tiempo              | La 1           | Carlos                | 2 episodios              |  |
| 2020        | Escenario 0                           | HBO España     |                       | 1 episodio               |  |
| 2020        | Patria                                | HBO España     | José Carlos           | 2 episodios              |  |
| 2024        | Galgos                                | Movistar Plus+ | Guzmán Díaz Somarriba | ¿? episodios             |  |
| 2025        | La canción                            | Movistar Plus+ | Joan Manuel Serrat    | 3 episodios              |  |

### Cine
| Largometrajes | Largometrajes                     | Largometrajes | Largometrajes            |
| Año           | Título                            | Papel         | Dirección                |
| ------------- | --------------------------------- | ------------- | ------------------------ |
| 2022          | La herida luminosa (Cortometraje) |               | Christian Avilés         |
| 2019          | Èxode                             | Guillem       | Román Parrado            |
| 2019          | La higuera (Cortometraje)         |               | Mikel Mas Bilbao         |
| 2017          | Incierta gloria                   | Lluis         | Agustí Villaronga        |
| 2017          | Etiqueta Negra (Cortometraje)     | Eik           | David Vergés             |
| 2017          | La vida nuestra (Cortometraje)    | Rafa          | Raúl Arévalo             |
| 2016          | Tiger (Cortometraje)              | Gustavo       | Aina Clotet              |
| 2015          | Ahora o nunca                     | Gabriel       | Maria Ripoll             |
| 2012          | Tengo ganas de ti                 | Chico         | Fernando González Molina |
| 2012          | Germanes                          | Igor          | Carol López              |
| 2011          | Puzzled Love                      | Lucas         |                          |
| 2010          | Bruc, el desafío                  | Miquel        | Daniel Benmayor          |
| 2010          | Tres metros sobre el cielo        | Chico         | Fernando González Molina |
|               | El coito te nubla (Cortometraje)  | Giraldo       | Guillermo A. Chaia       |
| 2010          | Cruzando el límite                | Fran          | Xavi Giménez             |
| 2010          | El diario de Carlota              | Oriol         | José Manuel Carrasco     |
| 2010          | El mal ajeno                      | Juanjo        | Oskar Santos             |
| 2008          | Buscando al hombre perfecto       | Marc          | Jesús Font               |
| 2007          | Dibujo de David (Cortometraje)    | Pons          | Iván Morales             |
| 2006          | 53 días de invierno               | Chico móvil I | Judith Colell            |
| 2005          | Ni fácil ni difícil               | Jordi         | Marian Piper             |

## Premios
- Premio Butaca a Mejor Texto Teatral por Democracia, junto a Nao Albet, en 2010.
- Premio de la Crítica de les Arts Escèniques al Mejor texto teatral por Mammón, junto a Nao Albet, en 2016.
- Ojo crítico de Teatro de RNA, junto a Nao Albet, en 2016.[7]

## Vida privada
Es pareja de la también actriz Aina Clotet, con quien tiene una hija nacida en 2016 y un hijo nacido en febrero de 2019.